# Guillaume Rambourg
Pour les articles homonymes, voir Rambourg.
Guillaume Rambourg est un gestionnaire de placements franco-canadien. Il a occupé le poste de directeur général adjoint chez Gartmore Investment Management, travaillant dans le secteur de la gestion d'actifs.

## Biographie
Guillaume Rambourg naît le 8 janvier 1971 à Ottawa, et il est né de parents français. Son père Michel est diplomate aux Nations unies, sa mère Nicole professeur d'histoire-géographie. Il grandit à New York. La famille rentre en France en 1985. Ancien élève du lycée Henri-IV, il est diplômé de l'École supérieure des sciences économiques et commerciales.
Il est à partir de 1995 l'un des gestionnaires et l'un des principaux actionnaires de la société britannique de gestion de placements Gartmore Group. En 2010, la société annonce que  Guillaume Rambourg a été suspendu « pour non-respect des règles internes relatives aux passages et transmissions des ordres à ses courtiers ». Avec 11,8 millions de titres, Rambourg est le deuxième collaborateur actionnaire de la société. Cette annonce provoque alors une chute de 31 % du cours de Bourse de la société. En 2011, l'Autorité des services financiers (FSA) innocente Guillaume Rambourg. 
Après 18 ans passés à la City de Londres, il crée et dirige le hedge fund « Verrazzano Capital » jusqu’en janvier 2018, date à laquelle il prend sa retraite de la finance.
Il s’occupe de la Fondation Rambourg, dont l’objet principal est la promotion de l’éducation, de l’art, du sport et de la culture en Tunisie, ainsi que la sauvegarde du patrimoine culturel. Il a financé la joueuse de tennis américaine Coco Gauff de 2015 à 2018, et a offert un de ses premiers contrats au grec Stefanos Tsitsipas[source secondaire souhaitée].
Il affirme avoir connu Emmanuel Macron lorsqu’il était conseiller à l’Élysée et avoir aidé le candidat à la présidence de la République « à se connecter aux Français travaillant dans la finance en Angleterre ». Il devient l'un des « grands donateurs » (limite légale autorisée de 7 500 € par personne physique) de la campagne présidentielle d’Emmanuel Macron en 2017. 